# Italianetz
Italianetz (br: O Pequeno Italiano) é um filme russo, de 2005, dirigido por Andrei Kravchuk e lançado no Brasil em 2007.

## Sinopse
Abandonado pela mãe, Vanya (Kolya Spiridonov) é um menino de seis anos, que vive em um orfanato.  Um casal italiano em breve irá adotá-lo, mas ao ver a mãe verdadeira de um de seus amigos ir procurá-lo no orfanato, Vanya se mostra relutante em partir e procura saber mais sobre sua mãe.

## Elenco
- Kolya Spiridonov ... Vanya Solntsev
- Denis Moiseenko ... Kolyan
- Sasha Sirotkin … Sery
- Mariya Kuznetsova ... Madam

## Prêmios e indicações
- Urso de Cristal no Festival de Berlim, 2005.